# バンジョー
バンジョーは、アフリカ系アメリカ人が、アメリカにおいてアフリカのいくつかの楽器の特徴を取り入れて生み出した撥弦楽器である。

## 歴史

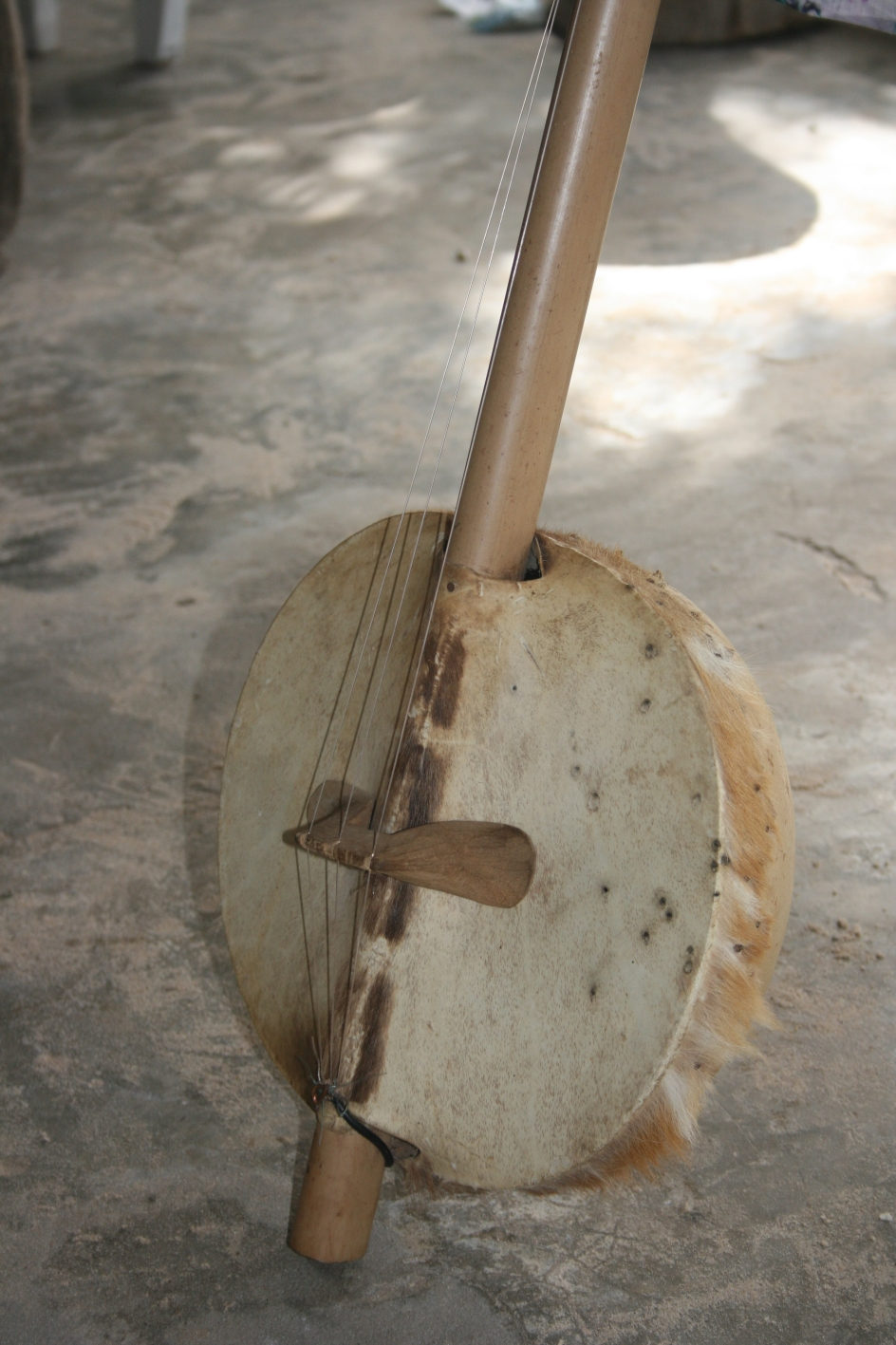
ジョラ族の伝統的な楽器 "エコンティング"

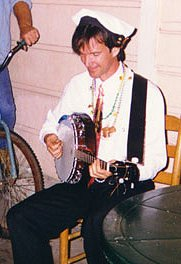
バンジョー演奏中のミュージシャン

アメリカ合衆国南部およびアパラチア地方で奴隷を強要されていたアフリカ人たちが、アフリカでなじんでいたコラという楽器にならって最初期のバンジョーをつくり、この最初期のバンジョーのいくつかが、"ゴード・バンジョー (gourd banjo)"と呼ばれるようになった（"gourd"は、"ひょうたん"の意）。バンジョーの祖先に当たる楽器の一つに、エコンティング (Akonting) がある。
これは、セネガンビア地方（セネガル・ガンビア地方）のジョラ民族によって演奏されていた、釘形のリュート系民族楽器である。"バンジョー"という名前は、通常、キンブンドゥー語 (Kimbundu)の"バンジャー (mbanza)"に由来するとされている。"bandore"という言葉の方言の発音から"bamjo"という言葉が生まれたとする語源学者たちもいるが、最近の研究によれば、"bandore"は、楽器のネックに使用される"bamboo（竹）の棒"を意味するセネガンビア地方の言葉から派生したものに過ぎないとされている。
今日ではバンジョーは通常、カントリー音楽やブルーグラスで使用される楽器とされている。
しかしながら、歴史的にはバンジョーは、19世紀のミンストレル・ショー（白人による黒人音楽の演奏）における場合と同様に黒人伝統音楽において中心的位置を占めていた。実際、アフリカ系アメリカ人たちはバンジョーの導入により、カントリー音楽とブルーグラス両者の発展の初期段階で強い影響力を及ぼしたし、バンジョーとフィドルの演奏テクニックの革新によっても、更に同様に強い影響力を及ぼした。最近では、バンジョーは、ポップ・クロスオーバー・ミュージックなど広範囲の音楽分野で演奏されるようになっている。
アメリカで発展完成された現代のバンジョーは、ディキシーランド・ジャズによく使われる4弦バンジョー（プレクトラムとテナー・バンジョー）とブルーグラスやオールドタイムで使われる5弦バンジョーを筆頭に、様々な形態に分化している。バンジョーウクレレ、バンジョーベース、ギターのように弾けるようにした6弦バンジョーも親しまれつつある。

## 構造

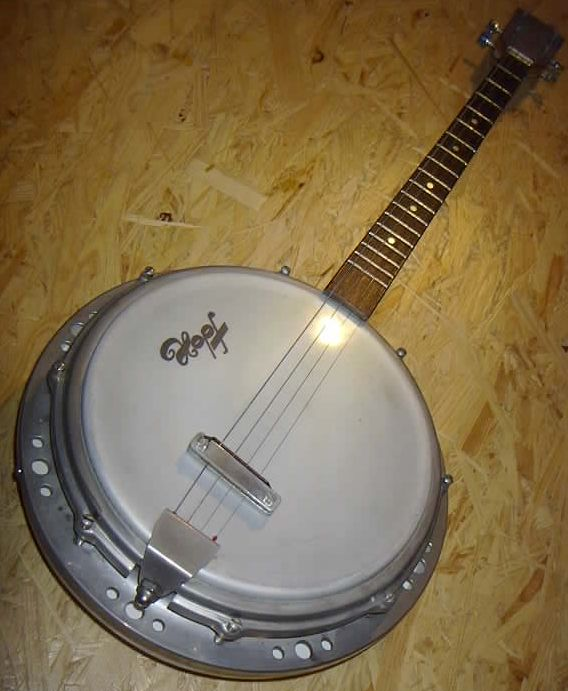
4-string banjo

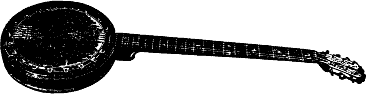
Old 6-string zither banjo

バンジョーは、ポリエステルあるいは子牛あるいは山羊の皮でできたドラムヘッドを張った木製あるいは金属製のリム、リムの側壁からそそり立つネック、リムからネックと反対の方向へ突き出しているテイルピース、4本か5本あるいは6本の弦、ブリッジの5つの部分から成り立っている。リムのドラムヘッドは、テンションフープによって縦横に引っ張られている。
バンジョー製作に使われる木材は様々であるが、指板、ペグヘッド、ブリッジの先端はメイプル、ウォールナット、エボニー、ローズウッドの組み合わせであることが多い。ネックはメイプル、ウォールナット、マホガニー、まれにローズウッド。ブリッジはメイプルベースでトップにはエボニーという組み合わせであることが多い。
5弦バンジョーにおいては通常、5弦のペグはネックの横に付いている。しかし、あるイギリスのバージョン (the Zither banjo) では、5弦の弦調節器を他の弦の弦調節器と一緒にチューニング・ヘッドの上に置き、5弦を5番目のフレット近くからネックの中の管を通して外に出している。
初期のバンジョーには、その起源のアフリカやアジアの楽器と同様にフレットがなかったが、今日では、多くのバンジョーにはフレットが付いている。
バンジョーの弦については、金属製の弦が最も及している。しかし、古典的なスタイルで演奏されるバンジョーの場合は特にそうであるが、ナイロン弦やガット弦が使用される場合もある。
今日、最も一般的に使われているバンジョーには2タイプがある。一つは、リゾネイター・バンジョー (resonator banjo) であり、もう一つはオープン・バック・バンジョー (open back banjo) である。リゾネイター・バンジョーは、取り外し可能な共鳴箱すなわち共鳴装置をリムの背側に持っているタイプのものである。オープン・バック・バンジョーは、共鳴装置をもっていないタイプのものである。
ソリッド・ボディのエレクトリック・バンジョーも存在する。Deering Banjo Companyによって制作されたクロスファイアー (the Crossfire) などは、その一例であり、これは磁力の強力なピックアップをドラムヘッドの下に2つもっている。金属片の脚を持ったブリッジによってピックアップは確実に弦とドラムヘッド両方からのサウンドを集めることができ、バンジョーらしい音を再現している。

## 奏法
バンジョーの演奏スタイルには多くの種類があるものの、サステインのない楽器であるバンジョーの欠点を補う奏法として、右手の早い動きでピックで弦をかき鳴らしたり、アルペジオのように弾いたりする点が、バンジョーのほとんどの演奏スタイルに見られる特徴である。
ブルーグラス・バンジョーの奏法はアール・スクラッグスによるところが大きい。ビル・モンローのブルーグラスボーイズに21歳で参加したアール・スクラッグスは右手の親指に合成樹脂製、人差し指・中指には金属製のピックをはめ、非常に速くこの3本の指で弦をはじきながら、メロディを奏でた。その奏法は多くのリスナーに感銘を与え、ブルーグラスが大衆に広く伝わることに貢献すると共に、たくさんのスクラッグス奏法のフォロワーを生み出した。彼の作曲したFoggy Mountain Breakdownはバンジョーの代表曲として世界中のブルーグラス・バンジョー・プレイヤーが演奏を楽しんでいる。

## 奏者
海外では、ベラ・フレック、アール・スクラッグス、エリック・ワイズバーグ、スティーブ・マンデル、ビル・キース、バーニー・レドン。日本では、有田純弘、西海孝、原さとし、
青木研、丸山朝光、マイク真木、城田じゅんじ、岩井宏、坂崎幸之助（和幸やお台場フォーク村などで披露した）らがバンジョー奏者としてよく知られている。